# Light Railways Act
Der vom britischen Parlament im Jahr 1896 beschlossene Light Railways Act (59 & 60 Vict c. 48) ist ein Gesetz, das eine Gattung von Eisenbahnen bestimmt mit dem Ziel, eine Ausführung dieser Bahnen in einfacher Ausführung ohne Parlamentsbeschluss zu ermöglichen. Der entsprechende deutsche Begriff für diese Art von Eisenbahnen lautet Kleinbahn.

## Light Railways Act
Vor 1870 war der Bau von Eisenbahnen wegen des notwendigen Genehmigungsverfahrens und der Bauvorschriften so aufwendig und teuer, dass die Erschließung ländlicher Gebiete auf diese Weise nicht zu finanzieren war. Der Tramway Act von 1860 erlaubte erstmals den Bau von Eisenbahnen unter vereinfachten Bedingungen, hatte aber aus verschiedenen Gründen nicht den gewünschten Erfolg. Dies und der Bau der Wisbech and Upwell Tramway, die im Jahr 1882 zwar nach den Vorschriften für Tramways gebaut wurde, aber abgesehen vom Namen eine Light Railway war, gaben den Anstoß zur Schaffung des Light Railways Act.
Die Spurweite war vom Gesetz nicht vorgeschrieben, und so wurden neben wenigen regelspurigen Bahnen Schmalspurbahnen in verschiedensten Spurweiten gebaut. An die Stelle des notwendigen Parlamentsbeschlusses trat die Light Railway Order. Mit solchen Verordnungen wurden die Modalitäten für Bau und Betrieb der Light Railways festgelegt.
Im Gegensatz zum Tramway Act hatten die Gebietskörperschaften kein Vetorecht bei der Genehmigung und nicht die Option, die Bahn nach 21 Jahren günstig zu erwerben, außerdem waren die Genehmigungsprozedur einfacher. Die zu entrichteten Gebühren lagen beim Light Railway Act um 75 % niedriger als beim Tramway Act. Diese Vorteile führten dazu, dass eine Anzahl kommunaler und privater Tramways vorzugsweise nach dem Light Railway Act gebaut oder erweitert wurden. Trotzdem sind Light Railways eine eigene Gattung.
Der Light Railway Act war nie ein großer Erfolg. Zwar überlebten einzelne Bahnen, die nach den Vorschriften dieses Gesetzes gebaut wurden, dank geschicktem Management und sparsamer Betriebsführung. Bei den meisten Light Railways begann der Niedergang mit der zunehmenden Konkurrenz des Straßenverkehrs Ende der 1920er Jahre, und dreißig Jahre später waren fast alle Light Railways eingestellt und abgebaut. Nur wenige Streckenabschnitte blieben dank privater Initiative als Museumsbahn erhalten, manche wurden zu diesem Zweck sogar wieder aufgebaut.
Bis zur Einführung des Transport and Works Act (TWA) im Jahr 1992 wurden Museumsbahnen im Vereinigten Königreich nach den Vorschriften für Light Railways (Light Railway Orders) betrieben, die nicht als Light Railways gebaut worden waren.
Der Name Light Railway wurde im Lauf der Jahre auf Bahnen ähnlicher Bauweise angewendet, für die keine Genehmigung nach dem Light Railways Act erforderlich war, zum Beispiel militärische Bahnen, Miniatureisenbahnen und Bahnen, die in ganzer Länge auf privatem Gelände verliefen.

## Bahnen, die nach demLight Railways Actgebaut wurden
Die Jahreszahl in der Spalte „Eröffnung“ bezieht sich auf die Eröffnung des ersten Streckenabschnitts der Bahn, die nächste Spalte enthält das Jahr der formellen Stilllegung oder der Einstellung des regulären Betriebs auf dem letzten verbliebenen Streckenabschnitt.
| Eröffnung | Einstellung | Strecke / Gesellschaft                           | Bemerkungen                                                          |
| 1885      | 1940        | Weston, Clevedon & Portishead Light Railway      | Neugründung als Light Railway 1897, Erweiterung nach Portishead 1907 |
| 1894      | 1931/35     | Lee-on-Solent Light Railway                      | ab 1897 als Light Railway eingestuft                                 |
| 1898      | 1964        | Bankfoot Light Railway                           |                                                                      |
| 1898      | ?           | Forsinard, Melvich and Port Skerry Light Railway |                                                                      |
| 1899      | 1932/58     | Lauder Light Railway                             |                                                                      |
| 1899      | 1951        | Wick and Lybster Light Railway                   | Ende des Betriebs 1944                                               |
| 1900      | 1961        | Kent and East Sussex Railway                     | teilweise Museumsbahn                                                |
| 1901      | 1935        | Basingstoke and Alton Light Railway              |                                                                      |
| 1901      | ?           | Poole and District Light Railway                 |                                                                      |
| 1902      | 1960        | Dornoch Light Railway                            |                                                                      |
| 1905      | 1966        | Bentley and Bordon Light Railway                 |                                                                      |
| 1902      |             | Vale of Rheidol Light Railway                    | in Betrieb                                                           |
| 1903      | 1956        | Welshpool and Llanfair Light Railway             | Museumsbahn                                                          |
| 1904      | 1951        | Kelvedon and Tollesbury Light Railway            |                                                                      |
| 1904      | 1934        | Leek and Manifold Valley Light Railway           |                                                                      |
| 1904      | 1964        | Tanat Valley Light Railway                       | seit 2009 auf Teilstrecke als Museumsbahn                            |
| 1905      | 1947        | Cairn Valley Light Railway                       |                                                                      |
| 1905      | 1950        | Horton Light Railway                             |                                                                      |
| 1905      | 1952        | Mid-Suffolk Light Railway                        |                                                                      |
| 1906      | 1931        | Campbeltown and Machrihanish Light Railway       |                                                                      |
| 1906      | 1951        | North Lindsey Light Railway                      | erster Streckenabschnitt                                             |
| 1911      | 1941        | Shropshire and Montgomeryshire Light Railway     | Nachfolger der Potteries, Shrewsbury & North Wales Railway           |
| 1913      | 1981        | Derwent Valley Light Railway                     |                                                                      |
| 1913      | 1953        | Elsenham and Thaxted Light Railway               |                                                                      |
| 1922      | 1933        | Sand Hutton Light Railway                        |                                                                      |
| 1925      | 1950        | Ashover Light Railway                            |                                                                      |

Im Jahr 1902 wurde die Cromarty and Dingwall Light Railway genehmigt, aber nie fertiggestellt. Die bereits verlegten Gleise wurden im Ersten Weltkrieg abgebaut.